# Erik Spens
Erik Vilhelm Spens, född den 19 februari 1908 i Borås, död den 4 november 1995 i Danderyds församling, Stockholms län, var en svensk greve och jurist. Han var son till Carl-Vilhelm Spens.
Spens avlade studentexamen i Skara 1926, examen vid Göteborgs handelsinstitut 1927 och juris kandidatexamen vid Uppsala universitet 1933. Han genomförde tingstjänstgöring i Hallands mellersta och Västra Hälsinglands domsagor 1933–1936. Spens blev fiskal i Svea hovrätt 1936, adjungerad ledamot där 1942 och assessor 1944. Han var tillförordnad stadsnotarie i Karlstad 1937–1938, tillförordnad häradshövding i Gotlands södra domsaga 1939–1940, i Nordmarks domsaga 1942, tillförordnad krigshovrättsråd 1943, tillförordnad tingsdomare i Södra Roslags domsaga 1945, biträdde i jordbruksdepartementet 1946 och var sekreterare i naturskyddsutredningen 1947–1950. Spens var häradshövding i Piteå domsaga 1950–1959 och hovrättsråd i Svea hovrätt 1959–1975 samt vice ordförande på avdelning där 1960–1975. Han var ordförande i hyresnämnd 1951–1959, i utskrivningsnämnden för Furunäsets sjukhus 1953–1959, ledamot av stadsfullmäktige i Piteå 1955–1958 och av riddarhusdirektionen 1968–1977. Spens blev kommendör av Nordstjärneorden 1970.